# 灼熱卡巴迪
《灼熱卡巴迪》（日语：灼熱カバディ）是武藏野創所著的日本漫畫，由2015年7月至2024年7月連載於小學館旗下的漫畫應用程式Manga One，7月9日起連載於裏Sunday網站，逢星期二更新。漫畫以源自南亞的體育競技卡巴迪為主題。改編電視動畫於2021年4月至6月期間播映，共12集。改編舞台劇於2022年2月18日至27日於東京Theater 1010上演。
本作在第70屆小学館漫画賞為獲獎作品之一。

## 登場角色

### 能京高中
宵越龍哉（聲：内田雄馬）
王城正人（聲：岡本信彦）
井浦慶（聲：古川慎）
水澄京平（聲：鈴木達央）
伊達真司（聲：武内駿輔）
畦道相馬（聲：佐藤元）
伴伸賢（聲：神尾晉一郎）
關隆太（聲：駒田航）
人見祐希（聲：村瀨步）

### 壽和高中
高谷煉（聲：鈴村健一）
六弦步（聲：安元洋貴）
木崎新太郎（聲：八代拓）
榮倉祐（聲：内田修一）
室屋大助（聲：柳田淳一）

### 埼玉紅葉高中
佐倉學（聲：花江夏樹）
右藤大元（聲：齊藤壯馬）

## 出版書籍
| 卷數 | 小學館         | 小學館                 |
| 卷數 | 發售日期       | ISBN                   |
| ---- | -------------- | ---------------------- |
| 1    | 2016年2月12日  | ISBN 978-4-09-127027-6 |
| 2    | 2016年5月12日  | ISBN 978-4-09-127257-7 |
| 3    | 2016年10月12日 | ISBN 978-4-09-127446-5 |
| 4    | 2017年2月17日  | ISBN 978-4-09-127530-1 |
| 5    | 2017年7月12日  | ISBN 978-4-09-127719-0 |
| 6    | 2017年9月19日  | ISBN 978-4-09-127815-9 |
| 7    | 2018年1月12日  | ISBN 978-4-09-128119-7 |
| 8    | 2018年5月12日  | ISBN 978-4-09-128297-2 |
| 9    | 2018年8月17日  | ISBN 978-4-09-128464-8 |
| 10   | 2018年11月12日 | ISBN 978-4-09-128719-9 |
| 11   | 2019年4月19日  | ISBN 978-4-09-129107-3 |
| 12   | 2019年9月12日  | ISBN 978-4-09-129395-4 |
| 13   | 2020年2月12日  | ISBN 978-4-09-129584-2 |
| 14   | 2020年7月10日  | ISBN 978-4-09-850196-0 |
| 15   | 2020年10月12日 | ISBN 978-4-09-850291-2 |
| 16   | 2021年3月18日  | ISBN 978-4-09-850480-0 |
| 17   | 2021年4月12日  | ISBN 978-4-09-850499-2 |
| 18   | 2021年5月12日  | ISBN 978-4-09-850568-5 |
| 19   | 2021年7月12日  | ISBN 978-4-09-850619-4 |
| 20   | 2021年12月17日 | ISBN 978-4-09-850837-2 |
| 21   | 2022年4月19日  | ISBN 978-4-09-851079-5 |
| 22   | 2022年8月10日  | ISBN 978-4-09-851229-4 |
| 23   | 2022年12月12日 | ISBN 978-4-09-851444-1 |
| 24   | 2023年4月18日  | ISBN 978-4-09-852010-7 |
| 25   | 2023年8月9日   | ISBN 978-4-09-852667-3 |
| 26   | 2023年12月12日 | ISBN 978-4-09-853054-0 |
| 27   | 2024年4月11日  | ISBN 978-4-09-853201-8 |
| 28   | 2024年7月11日  | ISBN 978-4-09-853437-1 |
| 29   | 2024年10月10日 | ISBN 978-4-09-853644-3 |
| 30   | 2024年11月12日 | ISBN 978-4-09-853696-2 |
| 31   | 2024年12月19日 | ISBN 978-4-09-853750-1 |

## 電視動畫
2020年7月7日，公布製作改編電視動畫的消息。於2021年4月2日播出。

### 製作人員
- 原作：武藏野創
- 導演：市川量也（日语：市川量也）
- 系列構成：柿原優子
- 劇本：柿原優子、後藤綠
- 角色設計：高田真理
- 音響監督：秦昌二（日语：はたしょう二）
- 音樂：伊藤賢（日语：伊藤賢）
- 音樂製作：TMS音樂
- 動畫製作協力：domerica
- 動畫製作：TMS娛樂
- 製作：灼熱卡巴迪製作委員會

### 主題曲
片頭曲《FIRE BIRD》
作詞：、，作曲：、，編曲：，主唱：大平峻也
片尾曲《Comin' Back》
作詞：JuliShono，作曲：Erde／DENZIL“DR”REMEDIOS，編曲：Erde，主唱：內田雄馬

### 各集列表
| 集數 | 日文標題 | 中文標題         | 劇本     | 分鏡       | 演出                 | 作畫監督               | 總作畫監督          | 首播日期 （2021年） |
| ---- | -------- | ---------------- | -------- | ---------- | -------------------- | ---------------------- | ------------------- | ------------------- |
| #1   |          | 卡巴迪是什麼東西 | 柿原優子 | 海江田美幸 | 海江田美幸           | 不適用                 | 高田真理            | 4月2日              |
| #2   |          | 相繫的男人們     | 柿原優子 | 海江田美幸 | 海江田美幸           | 海江田美幸、大塚麻貴子 | 高田真理            | 4月9日              |
| #3   |          | 踏入灼熱世界     | 柿原優子 | 金子拓磨   | 海江田美幸           | 海江田美幸             | 高田真理            | 4月16日             |
| #4   |          | 最強襲擊者       | 柿原優子 | 植竹茉奈   | 植竹茉奈             | 海江田美幸             | 高田真理            | 4月23日             |
| #5   |          | 比賽開始         | 後藤綠   | 深田明日香 | 植竹茉奈             | 大塚麻貴子             | 高田真理            | 4月30日             |
| #6   |          | 追擊×反擊        | 柿原優子 | 海江田美幸 | 海江田美幸           | Jo Hye Jung            | 高田真理 海江田美幸 | 5月7日              |
| #7   |          | STRUGGLE         | 柿原優子 | 海江田美幸 | 海江田美幸           | 田中栞莉﹑大塚麻貴子   | 高田真理 海江田美幸 | 5月14日             |
| #8   |          | 新生入社         | 後藤綠   | 植竹茉奈   | 植竹茉奈             | 田中栞莉               | 高田真理            | 5月21日             |
| #9   |          | 毅力對決         | 後藤綠   | 西本由紀夫 | 植竹茉奈             | 松蒲有紗               | 高田真理            | 5月28日             |
| #10  |          | 因為是王牌       | 柿原優子 | 高木真司   | 矢島加奈子           | 關繪理奈               | 高田真理            | 6月4日              |
| #11  |          | 前進的方向       | 後藤綠   | 高木真司   | 植竹茉奈、矢島加奈子 | 田中栞莉               | 高田真理            | 6月11日             |
| #12  |          | 竭盡所能的前方   | 柿原優子 | 高田真理   | 海江田美幸           | 海江田美幸             | 高田真理            | 6月18日             |

### 播放電視台
日本深夜動畫：下文記載的日本国内播放時間使用日本標準時間（UTC+9）表示。因為部分時間标识會採用30小时制，因此請留意这类超过24:00的时间，其實際播放時間為翌日清晨。
| 播放日期              | 播放時間（UTC+9）    | 播放電視台   | 播放地區 | 備註             |
| --------------------- | -------------------- | ------------ | -------- | ---------------- |
| 2021年4月2日－6月18日 | 星期五 25:23 - 25:53 | 東京電視台   | 東京都   |                  |
| 2021年4月2日－6月18日 | 星期五 26:05 - 26:35 | 愛知電視台   | 愛知縣   |                  |
| 2021年4月2日－6月18日 | 星期五 26:10 - 26:40 | 大阪電視台   | 大阪府   |                  |
| 2021年4月4日－6月20日 | 星期日 22:30 - 23:00 | AT-X         | 日本全國 | 衛星電視，有重播 |
| 2021年4月22日－       | 星期四 25:18 - 25:48 | 長崎文化放送 | 長崎縣   |                  |

## 外部連結
- 漫畫官方網站（日語）
- 電視動畫官方網站（日語）
- 電視動畫的X（前Twitter）（日語）
- 舞台劇官方網站（日語）
- 舞台劇的X（前Twitter）（日語）